# Conceição (métro de São Paulo)
Pour les articles homonymes, voir Conceição.
Conceição est une station de la ligne 1 - Bleue du métro de São Paulo. Elle est l'une des sept premières stations ouvertes sur la première ligne de métro de la ville, le 14 septembre 1974. Elle tire son nom de l'ancienne Estrada da Conceição, qui passait par l'endroit où la station actuelle a été construite. Elle est située au numéro 919 de l'avenida Engenheiro Armando de Arruda Pereira.

## Situation sur le réseau

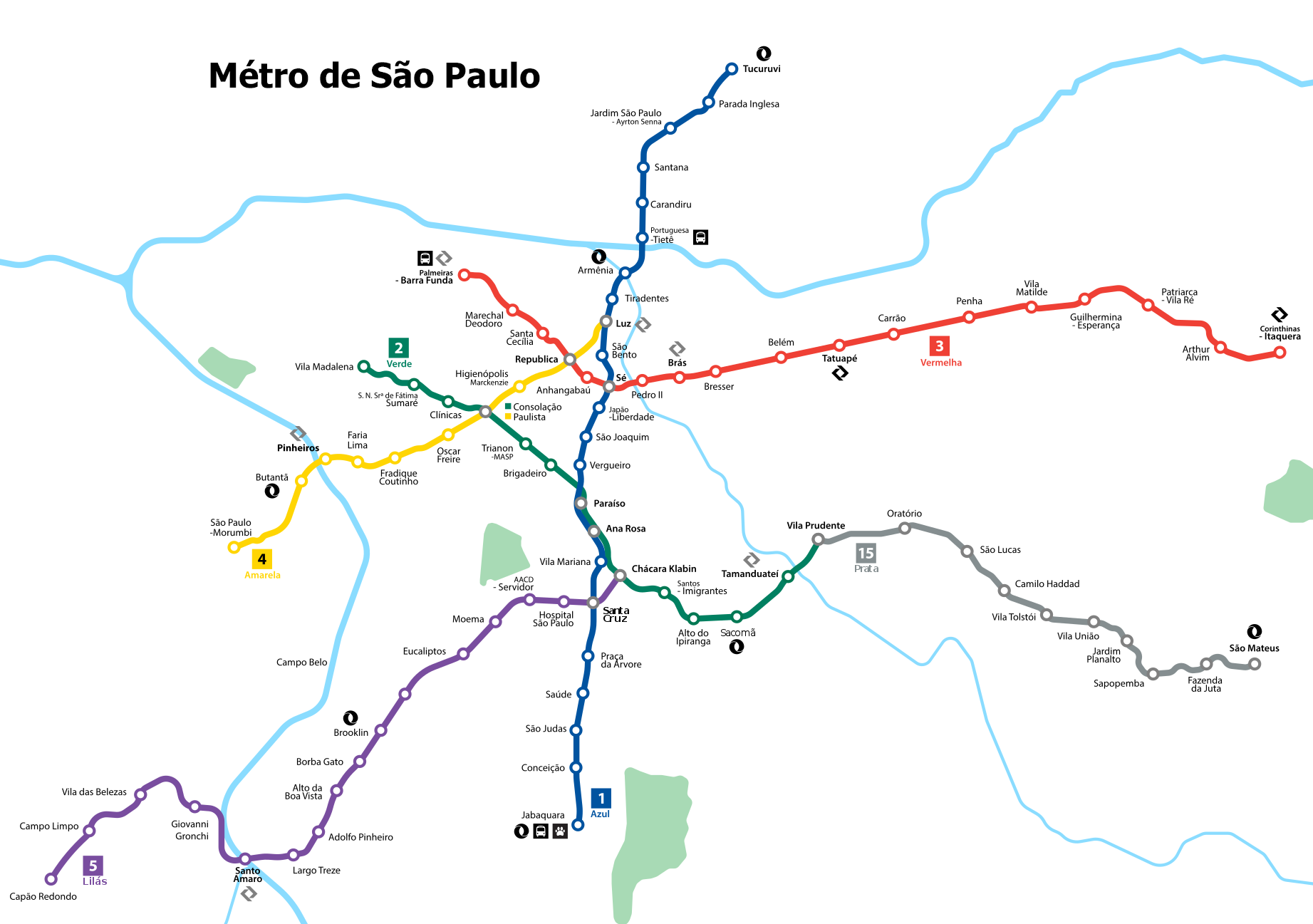
Plan du Métro de São Paulo 2020.

Établie en souterrain, la station Conceição est située sur deux lignes du métro de São Paulo : sur la ligne 1 du métro de São Paulo (Bleue), entre les stations : São Judas, en direction du terminus Tucuruvi, et Jabaquara, un terminus.

## Histoire

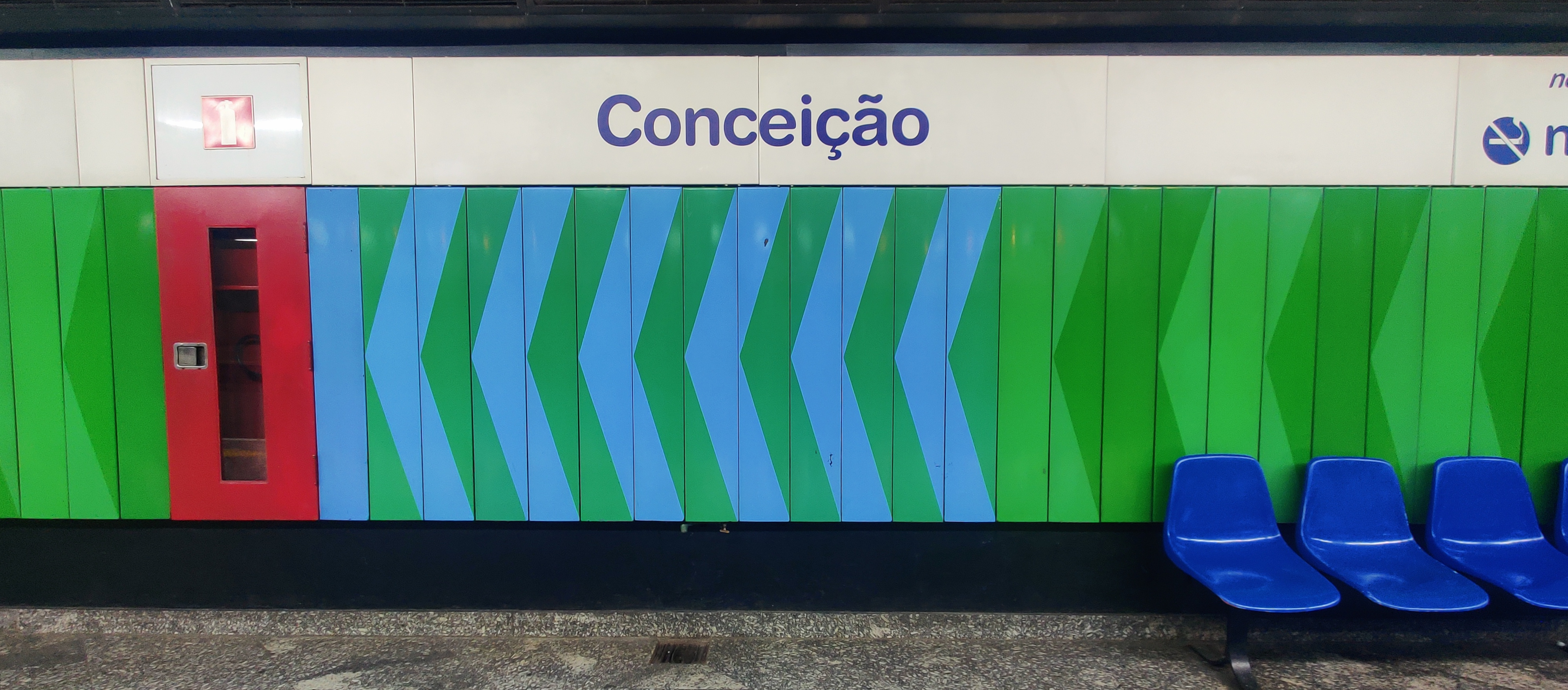
Station Conceição

Située dans le quartier de Vila Guarani, dans le district de Jabaquara, la station était responsable de la croissance urbaine rapide et de l'appréciation immobilière autour d'elle. En moins de dix ans après son inauguration, les résidences de ses environs immédiats ont connu une augmentation de plus de 12 000 %. Deux grandes entreprises ont été installées dans les deux accès de la station, séparés par l'avenida Engenheiro Armando de Arruda Pereira. En 1985, Itaú a ouvert son siège social, connu sous le nom de Centro Empresarial Itaú Conceição. Sept ans plus tard, à l'autre sortie de la station, a été inauguré le Centro Empresarial do Aço, qui est la plus grande structure métallique d'Amérique latine et possède les bureaux de plusieurs entreprises renommées du secteur.

## Caractéristiques

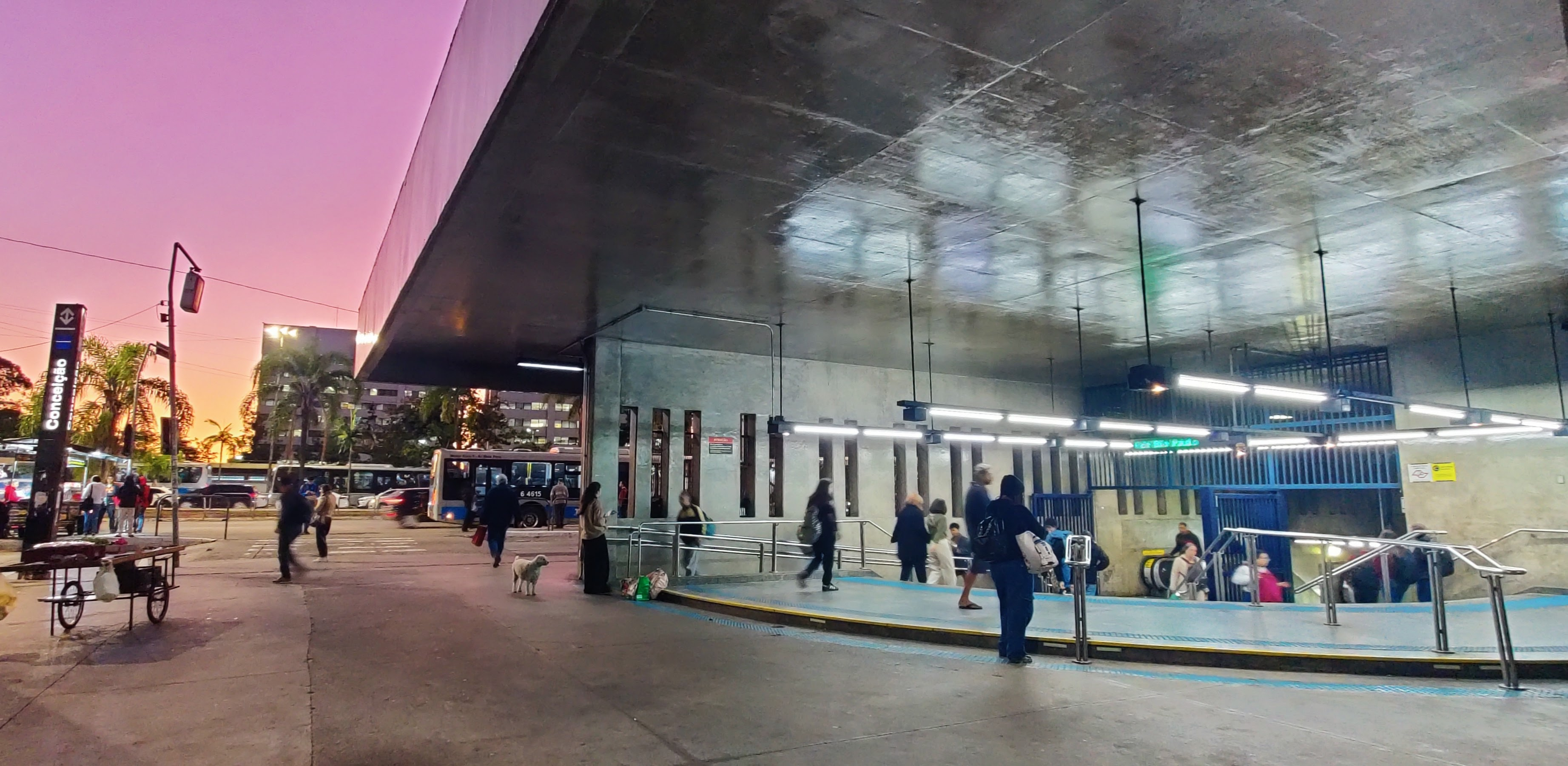
L'entrée principale de la gare se trouve du côté est de l'Avenida Engenheiro Armando de Arruda Pereira.

La station Conceição est souterraine et est située entre Jabaquara (au sud) et São Judas (au nord).
A 6 840 m² et capacité d'accueillir jusqu'à vingt mille voyageurs aux heures de pointe. En 2006, 31 000 voyageurs en moyenne sont entrés dans la station en semaine. Il s'agit d'une station souterraine, avec mezzanine de distribution et quais latéraux avec structure en béton apparent.
La station est accessible des deux côtés, coupée par l'Avenida Engenheiro Armando de Arruda Pereira. L'un d'eux du côté où l'avenue croise avec la rua Guatapará et la avenida do Café, ou du côté où se trouve le Centro Empresarial do Aço, et les deux autres du côté où il est traversé par l'Avenida Engenheiro George Corbisier, ou le côté où se trouve le siège de la banque Itaú.

## Œuvres d'art

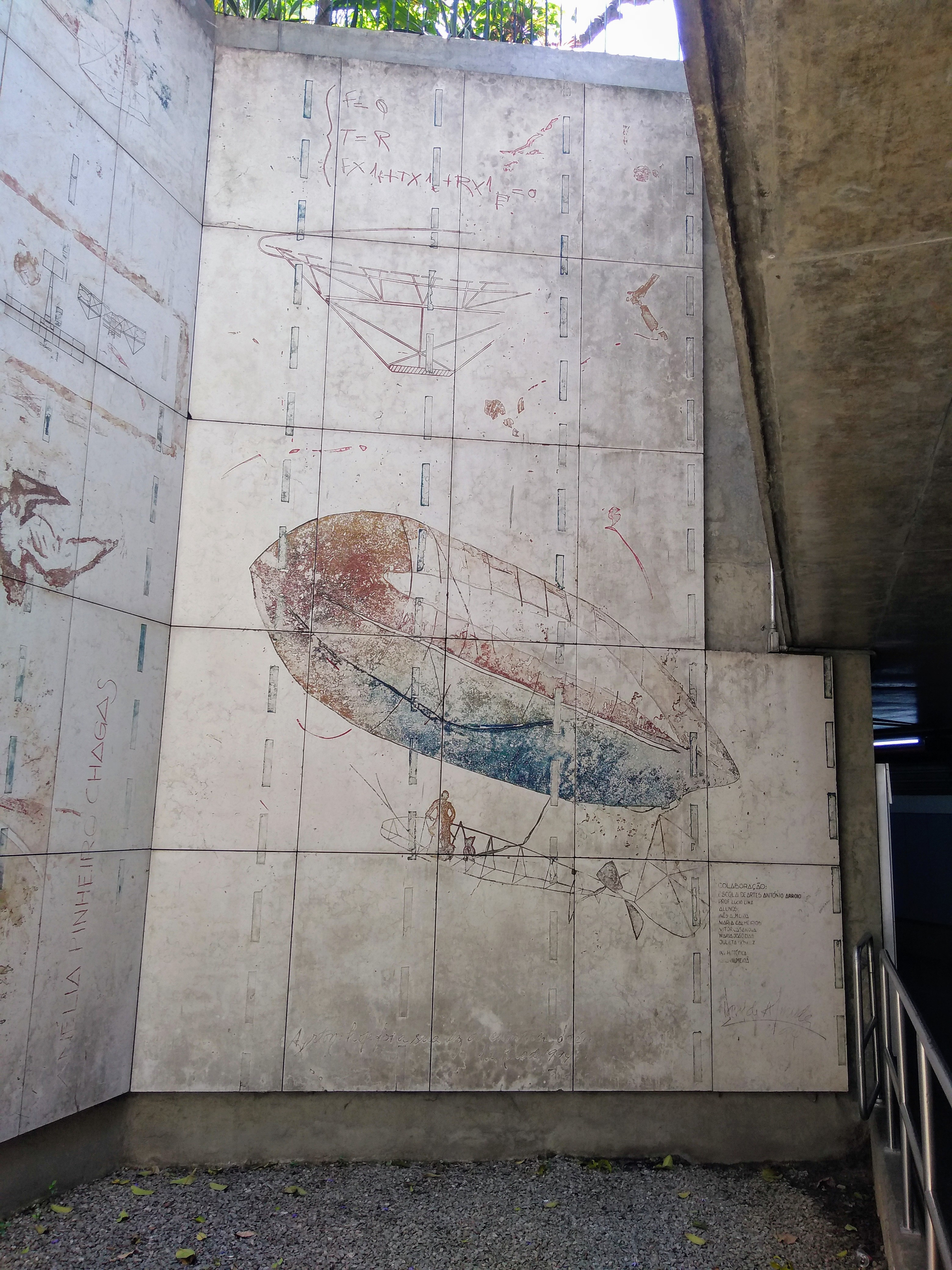
Œuvre d'art As Vias do céu [Les chemins du ciel] de l'artiste David de Almeida (1994), offerte par le métro de Lisbonne.

À la station il y a deux panneaux triptyques réalisés par l'artiste David de Almeida, appelés As Vias do Céu [Les chemins du ciel] et As Vias da Água [Les voies de l'eau]. Inaugurés en 1994, les panneaux sont constitués de blocs de verre Moleanos, d'acide et de peinture automobile, avec des dimensions de 5,6 mètres de large sur 12,30 mètres de haut.

## Demande
Selon les données de 2018, Conceição a une demande moyenne de 42 mille voyageurs par jour. La station s'intègre avec un terminus d'autobus et Itaú.

## Tableau
| Code | Station   | Inauguration      | Capacité                        | Intégration                 | Quais    | Position    | Notes                                    |
| ---- | --------- | ----------------- | ------------------------------- | --------------------------- | -------- | ----------- | ---------------------------------------- |
| CON  | Conceição | 14 septembre 1974 | 20 mille voyageurs heure/pointe | Bilhete Único de la SPTrans | Latéraux | Souterraine | Station avec structure en béton apparent |

## À proximité
- Parc de Conceição
- Centro Empresarial do Aço
- Siège de la banque Itaú